# Aire d'attraction de Luxembourg (partie française)
L'aire d'attraction de Luxembourg (partie française) est un zonage d'étude défini par l'Insee pour caractériser l’influence de la commune de Luxembourg sur les communes françaises environnantes.

## Définition
L'aire d'attraction d'une ville est composée d’un pôle, défini à partir de critères de population et d’emploi ainsi que d’une couronne constituée des communes dont au moins 15 % des actifs travaillent dans le pôle. Le pôle d’attraction constitue ainsi un point de convergence des déplacements domicile-travail,.

## Géographie
L’aire d'attraction de Luxembourg (partie française) est une aire inter-départementale qui comporte 115 communes : 20 situées dans la Meurthe-et-Moselle et 95 dans la Moselle. Elle est une partie d'une aire internationale centrée autour de Luxembourg.

### Composition communale
| Catégorie                     | Département        | Communes | Communes |
| Catégorie                     | Département        | Nombre   | Libellé |
| ----------------------------- | ------------------ | -------- | --- |
| Communes d'un pôle secondaire | Moselle            | 8        | Algrange, Fameck, Florange, Hayange, Knutange, Nilvange, Serémange-Erzange, Uckange |
| Communes de la couronne       | Meurthe-et-Moselle | 20       | Anderny, Audun-le-Roman, Avril, Bettainvillers, Beuvillers, Bréhain-la-Ville, Crusnes, Errouville, Fillières, Herserange, Hussigny-Godbrange, Mexy, Sancy, Saulnes, Serrouville, Thil, Tiercelet, Trieux, Tucquegnieux, Villerupt |
| Communes de la couronne       | Moselle            | 87       | Angevillers, Apach, Audun-le-Tiche, Aumetz, Berg-sur-Moselle, Bertrange, Beyren-lès-Sierck, Boulange, Bousse, Boust, Breistroff-la-Grande, Buding, Budling, Cattenom, Clouange, Contz-les-Bains, Distroff, Elzange, Entrange, Escherange, Évrange, Fixem, Fontoy, Gandrange, Gavisse, Guénange, Hagen, Halstroff, Basse-Ham, Havange, Hettange-Grande, Hunting, Illange, Inglange, Kanfen, Kédange-sur-Canner, Kerling-lès-Sierck, Kirsch-lès-Sierck, Kirschnaumen, Klang, Kœnigsmacker, Haute-Kontz, Kuntzig, Laumesfeld, Launstroff, Lommerange, Luttange, Malling, Manderen-Ritzing, Manom, Merschweiller, Metzeresche, Metzervisse, Mondelange, Mondorff, Montenach, Moyeuvre-Grande, Moyeuvre-Petite, Neufchef, Ottange, Oudrenne, Puttelange-lès-Thionville, Ranguevaux, Rédange, Rémeling, Basse-Rentgen, Rettel, Richemont, Rochonvillers, Rodemack, Rosselange, Roussy-le-Village, Rurange-lès-Thionville, Russange, Rustroff, Sierck-les-Bains, Stuckange, Terville, Thionville, Tressange, Valmestroff, Veckring, Vitry-sur-Orne, Volmerange-les-Mines, Volstroff, Yutz, Zoufftgen |

## Démographie
Cette aire est catégorisée dans les aires de 200 000 à moins de 700 000 habitants, une catégorie qui regroupe 23,6 % de la population au niveau national,.